# Bathild Bouniol
Pour les articles homonymes, voir Bouniol.
Antoine Bathilde Bouniol, dit Bathild Bouniol, né le 14 décembre 1815 à Paris, ville où il est mort le 10 février 1877 en son domicile dans le 6e arrondissement, est un écrivain français du XIXe siècle, poète et également éditeur scientifique français .

## Œuvres
- Les Rues de Paris (1872)[3]
- Sentiment de Napoléon Ier sur le christianisme, par Napoléon Ier, Robert François Antoine de Beauterne et Bathild Bouniol (1843)
- La France héroïque (1863)[4]
- Les Marins français, vies et récits dramatiques (1868)[5]
- Le Peintre (1860)[6]
- Profanation (1840)
- Aux lâches (1840)[7]
- Les Orphelines (1843)
- Le Soldat apôtre, Profils héroîques, Jeanne la Pucelle (1858)
- Lettre inédite du Maréchal Bugeaud, duc d'Isly adressée à l'auteur (1858)
- Cœur de Bronze (1878)[8]